# Ocnerosthenus kneuckeri
Ocnerosthenus kneuckeri is een rechtvleugelig insect uit de familie Pamphagidae. De wetenschappelijke naam van deze soort is voor het eerst geldig gepubliceerd in 1909 door Krauss.